# Alexander von Preußen

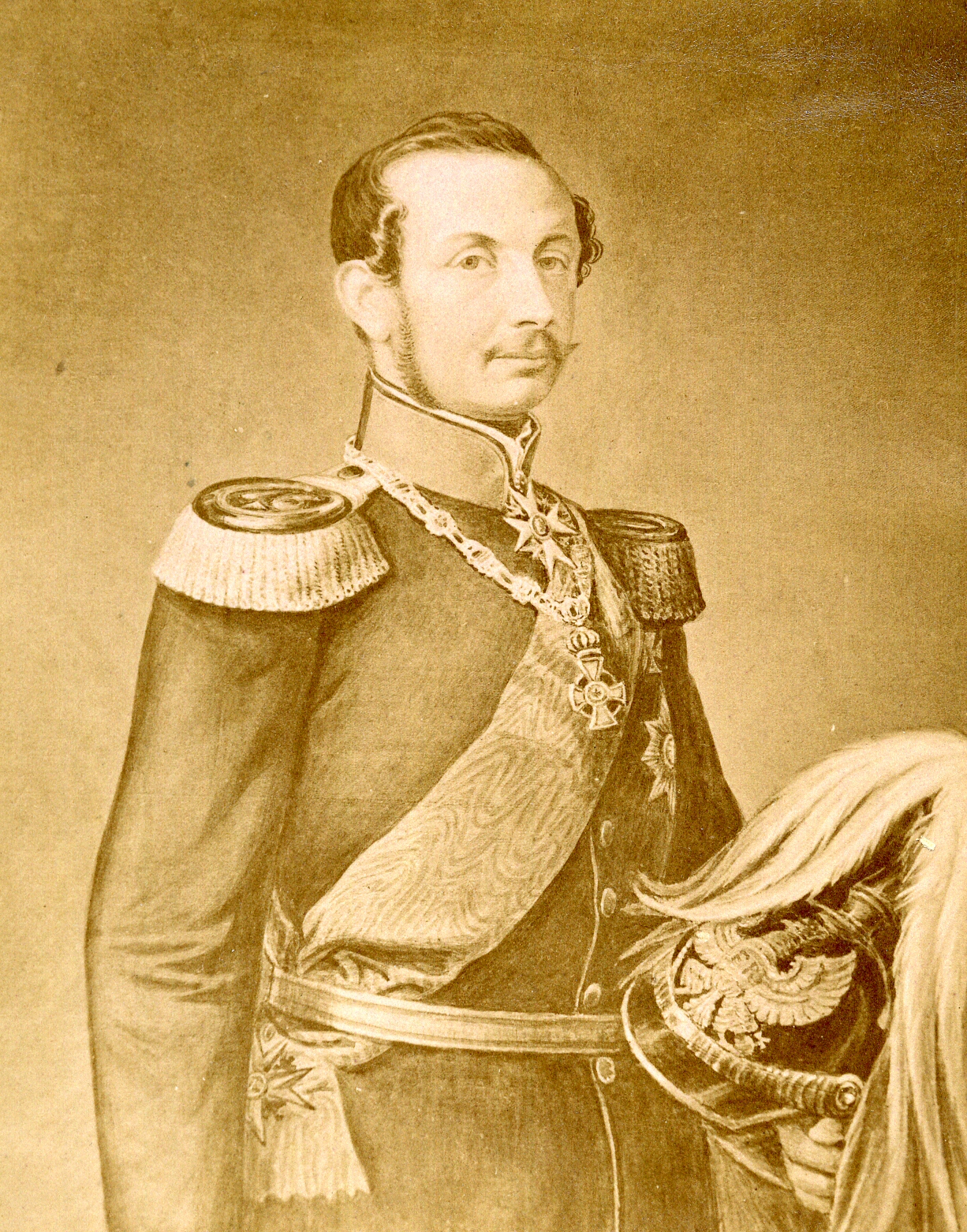
Alexander von Preußen

Friedrich Wilhelm Ludwig Alexander von Preußen (* 21. Juni 1820 in Berlin; † 4. Januar 1896 ebenda) war ein preußischer General der Infanterie.

## Leben

### Herkunft
Alexander war der älteste Sohn von Friedrich von Preußen (1794–1863) und Wilhelmine Luise Prinzessin von Anhalt-Bernburg (1799–1882). Sein Bruder war Georg von Preußen. Beide Brüder waren Urenkel von König Friedrich Wilhelm II. von Preußen. Im Hause seines Vaters, der als Divisionskommandeur in Düsseldorf das Schloss Jägerhof bewohnte, erhielt er eine Erziehung durch den Privatlehrer Hermann Altgelt. Ebenfalls unterrichtet und konfirmiert wurde er durch Peter Thielen.

### Militärkarriere
Er wurde wie alle Prinzen des königlichen Hauses mit seinem zehnten Lebensjahr als Sekondeleutnant in der Preußischen Armee angestellt, ohne jedoch zunächst aktiv Dienst zu versehen. Als Oberst war Alexander ab 23. Juni 1851 erster Kommandeur des III. Bataillons des 1. Garde-Landwehr-Regiments. Er stieg innerhalb der Armee weiter auf, bis er schließlich am 25. Juni 1864 zum General der Infanterie befördert wurde. In der Zwischenzeit hatte Alexander am 23. Dezember 1852 das Großkreuz des St. Stephans-Ordens erhalten und war am 25. August 1860 zum Ritter des Hubertusordens geschlagen worden. Außerdem hatte ihn König Wilhelm I. am 18. Oktober 1861 zum Chef des Infanterie-Regiments Nr. 16 ernannt.
Alexander nahm 1866 am Deutschen Krieg und 1870/71 am Krieg gegen Frankreich teil. Seit 1. Januar 1873 war er zweiter Chef des 2. Garde-Grenadier-Landwehr-Regiments.
1896 verstarb er kinderlos.